# Gustavo Gasparini
Gustavo Gasparini (geboren 1930) ist ein italienischer Schriftsteller.

## Leben
Gasparini studierte in Venedig moderne Sprachen und unternahm zahlreiche Reisen durch Europa.
Er ist Verfasser mehrerer Romane und von über 70 Kurzgeschichten und Novellen, von denen ein Großteil der Science-Fiction zugerechnet wird.
Sein Roman La donna immortale erhielt 1975 auf der Italcon in Ferrara den Premio Italia als Bester Roman und wurde im gleichen Jahr durch die Aufnahme in die Notable Books List der American Library Association ausgezeichnet.

## Bibliographie
Romane
- Le vele del tempo (1963)
- La donna immortale (1974)
- Il Castello dell'Ombra (1988)

Kurzgeschichten
- Pittore dell'Invisibile (1951)
- Qualcuno è dietro alla porta (1961, auch als Traditore)
- Circolo chiuso (1962)
- Mosche (1962)
- Ritratto di ignoto (1962)
- Giochi proibiti (1963, auch als Sotto le coperte)
- Schiavi senza padrone (1963)
- Vertigine (1963, auch als Ossessione)
- Il pianeta degli Invisibili (1963)
- La notte dell'ira (1963, auch als Delitto e castigo)
- La lunga ricerca (1963, auch als La fabbrica)
- Ritorno (1963)
- Quarta dimensione (1964, auch als Biglietto di andata)
- Acqua alla gola (1965)
- L'Altra Parte (1966)
- Notturno (1969, auch als Risveglio notturno)
- Vicolo cieco (1972)
- Incidente notturno (1973)
- Gli eredi della Terra (1973)
- Minaccia occulta (1976)
- Esperimento di magia (1977)
- Dale 3000 (1978, auch als Leda 3000)
- Incubo (1978)
- L'Ora della Vendetta (1978)
- Psicocinesi (1978)
- Destini (1978)
- Invasione (1978)
- Lilith (1978)
- Il pianeta degli Uomini Finti (1979)
- Tecnocrazia (1979)
- La figlia di Atlantide (1979)
- Una storia autentica (1979)
- Il tempo è galantuomo (1980)
- Le mani di Satana (1980)
- Panico (1980)
- Il collezionista di bambole (1980, auch als Bambole)
- La casa delle streghe (1980)
- Ragazza alla finestra (1980)
- Delirium (1980)
- Acque profonde (1980)
- Autostop (1980)
- Allegro con fuoco (1980)
- Il messaggio (1980)
- L'altra sponda (1980)
- Incontro in montagna (1980)
- Oniria (1980)
- Il guardiano della soglia (1981)
- L'intervista (1982)
- Pianeta pericoloso (1985)
- Oltre il labirinto (1985)
- Il sole di mezzanotte (1989)
- La stanza in fondo al corridoio (1989)
- Incubi. Dieci passi nell'orrore (1990)
- Psiconauta (1990)
- L'ultimo angelo (1990)
- Pietre (1990)
- Diario segreto (1990)
- Altri incubi (1992)
- Ci uccidono per giocare (1992)
- Enigma solare (1992)
- Lo specchio (1992)
- Gli eredi dell'uomo (1992)
- La figlia del Diavolo (1996)
- L'occultista (1997)
- Fantastico veneziano (1997)
- Il guardiano della soglia (1999)
- Il gioco della vita (1999)
- Il perturbatore della quiete (1999)
- La stanza in fondo al corridoio (1999)
- La porta del tempo (1999)
- Impossibile ritorno (1999)
- La danza di Dio (1999)